# Wo Gott der Herr nicht bei uns hält, BWV 178

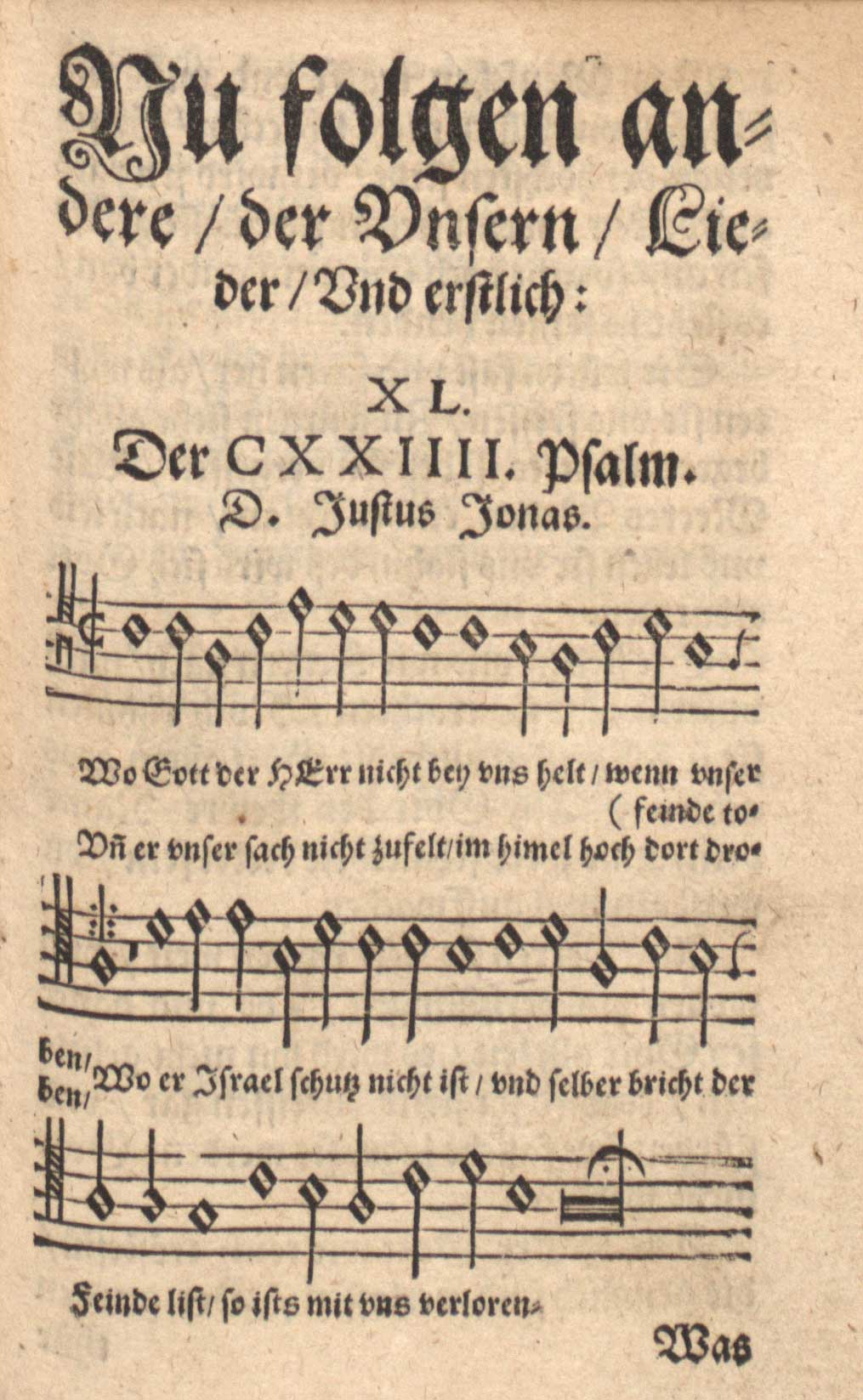
Impressão de 1563 (Geystliche Lieder [Canções Espirituais]), Leipzig.

"Wo Gott der Herr nicht bei uns hält" (em português: Onde Deus, o Senhor, não fica conosco; no original alemão: Wo Gott der Herr nicht bei uns hält) é um hino luterano de louvor a Deus, por Justus Jonas, uma paráfrase do Salmo 124, em oito estrofes. Foi publicado pela primeira vez em 1524, em Erfurt, Enchiridion. O tema do salmo é a necessidade de ajuda contra a fúria dos inimigos. Ele foi traduzido também como "Onde o Senhor Deus não permanece (fica) conosco", "Se Deus, o Senhor, não for conosco", "Se Deus, o Senhor, não estiver do nosso lado", entre outros.

## História
Jonas escreveu o hino a pedido de Martinho Lutero, em 1524. Ele combinou as idéias do Salmo 124 com passagens a partir de Salmos 12 e outros motivos Bíblicos. O texto foi publicado pela primeira vez em Erfurt, Enchiridion, um hinário, de 26 de canções, incluindo 18 por Lutero, "Es ist das Heil uns kommen her" e outros hinos por Paulo Speratus, "Her Christ, der einig Gotts Sohn", por Elisabeth Crusiger e outros.
Lutero publicou sua própria paráfrase do Salmo 124 em três estrofes, "Deus não estaria conosco desta vez" (Wär Gott nicht mit uns diese Zeit). O hinário alemão protestante atual (Evangelisches Gesangbuh) tem, por exemplo, 297 combinações de estrofes de Jonas 1, 2, 5 e 6, e Lutero 2 e 3 (assim como 3 e 4).

## Música
O hino foi publicado com a melodia do compositor anônimo em Wittenberg, em 1529, editado por Joseph Klug, e novamente em Geysliche Lieder Leipzig, em Leipzig, em 1563, impresso por Ernst Vögelin.
O hino é a base para várias composições. Um conjunto inicial de quatro partes foi escrito por Johann Walter. Johann Sebastian Bach compôs uma cantata para coral, BWV 178, a oitava cantata de seu segundo ciclo anual, apresentada pela primeira vez em 30 de julho de 1724. Ele também escreveu uma fantasia para coral, BWV 1128, que se acredita datar de entre 1705 e 1710, a qual foi descoberta em 2008. Prelúdios para coral foram escritos por Johann Christoph Bach e Johann Pachelbel, obras vocais foram compostas por Michael Altenburg, Christoph Graupner, Johann Hermann Schein e Heinrich Schütz, entre outros.